# Лорен, Рене (легкоатлет)
Рене Лорен (фр. René Lorain; 19 марта 1900 — 25 октября 1984) — французский легкоатлет. На Олимпийских играх 1920 года выиграл серебряную медаль в эстафете 4×100 метров. Также на Олимпиаде 1920 года выступал на дистанциях 100 и 200 метров, на которых не смог выйти в финал.
Чемпион Франции 1921 года в беге на 100 метров с результатом 11,2 с.